# Philotheca myoporoides
Philotheca myoporoides es una especie de arbusto perteneciente a la familia de las rutáceas. Es un endemismo del sudeste de Australia. La especie crece en los bosques secos y matorrales en Nueva Gales del Sur. En Victoria, se registra en los bosques de rocas, zonas montañosas, en asociación con Eucalyptus regnans. También se encuentra en Queensland.

## Descripción
Es un arbusto que alcanza un tamaño de 2 m de altura. Los tallos son cilíndricos, a veces glaucos y glabros. Las hojas sésiles, variables, de estrecho-elípticas a oblongas o amplia-obovadas, de 1.5-11 cm de largo, 4.20 mm de ancho, el ápice agudo a redondeado; las superficies glandular-verrugosas, glabras, con nervadura central prominente. Las flores 1-8, en racimos axilares, con pedúnculo. Pétalos de color blanco.

## Ecología
Las orugas de la mariposa Papilio aegeus se alimentan de esta especie.

## Cultivo
La especie se adapta bien al cultivo, y las plantas se encuentran comercialmente disponibles en los viveros en Australia. La especie prefiere un buen drenaje en la sombra con luz. Las plantas establecidas toleran periodos de sequía y heladas moderadas. La propagación de esquejes semi-maduros es la forma más común de propagación, aunque son lentas para echar raíces.

## Taxonomía
La especie fue descrita por primera vez por el botánico suizo Augustin Pyramus de Candolle que le dio el nombre de Erisotemon myoporoides. Fue trasladada al género Philotheca en 1998.
Philotheca myoporoides fue descrita por (DC.) Bayly y publicado en The Cyclopaedia; or, universal dictionary of arts,. . . 13: no. 2, en el año 1809.
Subespecies aceptadas
Nueve especies tiene reconocidas:
- E. myoporoides subsp. acuta
- E. myoporoides subsp. brevipedunculata
- E. myoporoides subsp. conduplicatus
- E. myoporoides subsp. epilosa
- E. myoporoides subsp. euroensis
- E. myoporoides subsp. leichhardtii
- E. myoporoides subsp. myoporoides
- E. myoporoides subsp. queenslandicus
- E. myoporoides subsp. obovatifolia

Sinonimia
- Eriostemon buxifolius var. ellipticus G.Don
- Philotheca buxifolia (Sm.) Paul G.Wilson[7]